# Rund um den Finanzplatz Eschborn-Frankfurt 2012
Il Rund um den Finanzplatz Eschborn-Frankfurt 2012, cinquantunesima edizione della corsa, valido come evento del circuito UCI Europe Tour 2012 categoria 1.HC, si svolse il 1º maggio 2012 per un percorso di 200 km. Fu vinto dall'italiano Moreno Moser, che giunse al traguardo in 4h 54' 16" alla media di 40,779 km/h.

## Ordine d'arrivo (Top 10)
| Pos. | Corridore           | Squadra       | Tempo    |
| ---- | ------------------- | ------------- | -------- |
| 1    | Moreno Moser        | Liquigas      | 4h54'16" |
| 2    | Dominik Nerz        | Liquigas      | a 5"     |
| 3    | Sergej Firsanov     | RusVelo       | s.t.     |
| 4    | Tony Martin         | Omega Pharma  | s.t.     |
| 5    | André Greipel       | Germania      | a 24"    |
| 6    | Alexander Kristoff  | Katusha Team  | s.t.     |
| 7    | John Degenkolb      | Argos-Shimano | s.t.     |
| 8    | Daniel Schorn       | Team NetApp   | s.t.     |
| 9    | Daniele Ratto       | Liquigas      | s.t.     |
| 10   | Aleksejs Saramotins | Cofidis       | s.t.     |